# Hans Zyla
Hans Zyla (* 5. September 1919 in Aichhof, Gemeinde Schwechat; † 15. Februar 1999 in Salzburg) war ein österreichischer Politiker (ÖVP) und Baukaufmann. Er war von 1954 bis 1979 Abgeordneter zum Salzburger Landtag und von 1973 bis 1979 in unterschiedlichen Positionen Mitglied des Landtagspräsidiums.

## Ausbildung und Beruf
Der Sohn ukrainischer Einwanderer besuchte zwischen 1925 und 1929 die Volksschule in Schwechat und wechselte danach an das Neuland-Gymnasium in Wien, wo er seine Schulbildung mit der Matura abschloss. Er absolvierte danach ein Studium der slawischen Sprachen, Literatur und Kulturgeschichte an den Universitäten Prag sowie Wien und erwarb ein Dolmetscherdiplom bzw. die Lehrberechtigung. Nachdem er zwischen 1940 und 1945 seinen Kriegsdienst im Zweiten Weltkrieg abgeleistet hatte, wurde er 1945 Lehrer an der Handelsakademie in Salzburg. 1949 wechselte er beruflich als Kammersekretär und Bildungsreferent zur Salzburger Landarbeiterkammer, wo er bis 1960 Beschäftigung fand. Danach war er von 1960 bis 1978 Vorstandsmitglied und Geschäftsführer verschiedener Wohnbauunternehmen wie der Bautreuhand-WEB-IMMAG.

## Politik und Funktionen
Zyla begann sein politisches Engagement bei der Österreichischen Jugendbewegung und dem Österreichischen Arbeiter- und Angestelltenbund (ÖAAB). Er fungierte dabei von 1947 bis 1959 als Bezirksobmann des ÖAAB im Flachgau und war parallel von 1949 bis 1955 Landesobmann der Österreichischen Jugendbewegung. 1959 wechselte er als ÖAAB-Bezirksobmann in die Stadt Salzburg, wobei er diese Funktion bis 1961 innehatte.
In der österreichischen Volkspartei war er von 1961 bis 1982 Bezirksparteiobmann der Österreichischen Volkspartei in der Stadt Salzburg. Er wurde am 11. Dezember 1954 als Abgeordneter zum Salzburger Landtag angelobt und wirkte von 1963 bis 1965 als Klubobmann der Salzburger Volkspartei im Landtag. Am 22. Februar 1963 übernahm er zudem das Amt des Zweiten Landtagspräsidenten-Stellvertreters, am 6. Oktober 1965 stieg er zum Präsidenten des Landtages auf. Zyla wechselte am 14. Mai 1974 auf den Posten des Ersten Landtagspräsidenten-Stellvertreter und wechselte am 22. Mai 1974 erneut seine Funktion im Landtagspräsidium, wobei er das Amt des Dritten Landtagspräsidenten übernahm. In dieser Funktion schied Zyla schließlich am 15. Mai 1979 aus dem Landtag aus.
Zyla war neben seinen politischen Mandaten von 1966 bis 1984 auch Vorstandsvorsitzender der Salzburger Sparkasse und ab 1961 Aufsichtsratsvorsitzender der Salzburger Flughafenbetriebsgesellschaft.

## Auszeichnungen
- Großes Goldenes Ehrenzeichen mit dem Stern für Verdienste um die Republik Österreich (1969)[1]
- Ehrenmitglied der katholischen Studentenverbindung KÖHV Rupertina Salzburg im ÖCV (1969)
- Großes Ehrenzeichen des Landes Salzburg (1974)